# Сопрана
Сопрана (італ. Soprana, п'єм. Sopran-a) — муніципалітет в Італії, у регіоні П'ємонт,  провінція Б'єлла.
Сопрана розташована на відстані близько 540 км на північний захід від Рима, 75 км на північний схід від Турина, 14 км на схід від Б'єлли.
Населення — 732 особи (2014).

## Демографія
Населення за роками:

Станом на 31 грудня 2014 року в муніципалітеті офіційно проживало 27 іноземців з 6 країн, серед них 6 громадян країн Євросоюзу та 4 громадяни України.

## Сусідні муніципалітети
- Курино
- Меццана-Мортільєнго
- Триверо